# 池原止戈夫
池原 止戈夫（いけはら しかお、1904年4月11日 - 1984年10月10日）は、日本の数学者、理学博士。

## 経歴
大阪府生まれ。マサチューセッツ工科大学でノーバート・ウィーナーに師事し1928年卒業。1932年にはウィーナーとともにタウバー型定理を確立、その応用として素数定理の新しい証明を与えた。帰国後、東京工業大学教授などを歴任。
ウィーナーが提唱したサイバネティックスの学理を追求するとともに、その国内普及に寄与した。

## 著訳書
- アメリカ学生生活、小峰書店、1948
- 初等解析的整数論、河出書房、1949
- ウィーナー、人間機械論－サイバーネティクスと社会（訳）、みすず書房、1954
- ウィーナー、ノーバート・ウィーナー自伝－天才の生い立ち（訳）、鱒書房、1956
- ウィーナー、サイバネティックス－動物と機械における制御と通信（共訳）、岩波書店、1957、岩波文庫、2011
- 初等微分方程式、学術図書、1958
- 応用数学講義、学術図書、1964
- 常微分方程式、学術図書、1971
- ウィーナー、人間機械論 第二版－人間の人間的な利用（共訳）、みすず書房、1979
- 情報理論入門－情報科学の誕生とMIT（共著）、啓学出版、1983